# Campeonato Paraguayo de Fútbol 1943
El Campeonato Paraguayo de Fútbol de 1943 fue la trigésima tercera edición del principal torneo de fútbol de Paraguay.
El campeón del torneo fue el Club Libertad quienes obtuvieron su cuarto campeonato en la primera categoría.

## Desarrollo
|  | Campeón. |

| Pos. | País                  | Partidos | Partidos | Partidos  | Partidos | Puntos |
| Pos. | País                  | Jugados  | Ganados  | Empatados | Perdidos | Puntos |
| ---- | --------------------- | -------- | -------- | --------- | -------- | ------ |
| 1    | Club Libertad         | 18       | 14       | 3         | 1        | 31     |
| 2    | Club Olimpia          | 18       | 10       | 3         | 5        | 23     |
| 3    | Club Sol de América   | 18       | 8        | 6         | 4        | 22     |
| 4    | Club Guaraní          | 18       | 9        | 1         | 8        | 19     |
| 5    | Club Cerro Porteño    | 18       | 9        | 1         | 8        | 19     |
| 6    | Club Nacional         | 18       | 6        | 4         | 8        | 16     |
| 7    | Atlántida Sports Club | 18       | 5        | 4         | 9        | 14     |
| 8    | Club Presidente Hayes | 18       | 5        | 4         | 9        | 14     |
| 9    | Club River Plate      | 18       | 4        | 5         | 9        | 13     |
| 10   | Sportivo Luqueño      | 18       | 4        | 3         | 11       | 11     |

| Bandera de Paraguay   |
| Campeón Club Libertad |
| Cuarto título         |